# Oliver P. Bolton

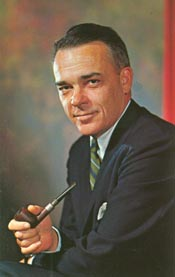
Oliver P. Bolton

Oliver Payne Bolton (* 22. Februar 1917 in Cleveland, Ohio; † 13. Dezember 1972 in Palm Beach, Florida) war ein US-amerikanischer Politiker. Zwischen 1953 und 1957 sowie nochmals von 1963 bis 1965 vertrat er den Bundesstaat Ohio im US-Repräsentantenhaus.

## Werdegang
Oliver Bolton war der Sohn der Kongressabgeordneten Chester C. Bolton (1882–1939) und Frances P. Bolton (1885–1977). Außerdem war er ein Urenkel von Henry B. Payne (1810–1896), der den Staat Ohio in beiden Kammern des Kongresses vertreten hatte. Bis 1935 besuchte er die Milton Academy in Massachusetts. Danach studierte er bis 1939 am Harvard College. Zwischen 1939 und 1941 diente er in der Nationalgarde seines Staates. Während des Zweiten Weltkrieges war er von 1941 bis 1946 im pazifischen Raum eingesetzt. Dabei gehörte er dem Marine Corps an. Nach einem anschließenden Jurastudium an der Western Reserve University Law School und seiner 1947 erfolgten Zulassung als Rechtsanwalt begann er in Cleveland in diesem Beruf zu arbeiten. Gleichzeitig schlug er als Mitglied der Republikanischen Partei eine politische Laufbahn ein. In den Jahren 1948 und 1949 war er Vorsitzender der republikanischen Jugendorganisation in Ohio; von 1950 bis 1951 gehörte er dem Bundesvorstand der Young Republicans an. Zwischen 1952 und 1963 gab er auch zwei Zeitungen in Ohio heraus.
Bei den Kongresswahlen des Jahres 1952 wurde Bolton im elften Wahlbezirk von Ohio in das US-Repräsentantenhaus in Washington, D.C. gewählt, wo er am 3. Januar 1953 die Nachfolge von Walter E. Brehm antrat. Nach einer Wiederwahl konnte er bis zum 3. Januar 1957 zwei Legislaturperioden im Kongress absolvieren. Diese waren von den Ereignissen des Kalten Krieges und der Bürgerrechtsbewegung geprägt. Im Jahr 1956 verzichtete er auf eine weitere Kandidatur.
Zwischen Februar und August 1957 war Bolton Handelsminister von Ohio (Director of Commerce). Bei den Wahlen des Jahres 1962 wurde er erneut im elften Distrikt seines Staates in den Kongress gewählt, wo er am 3. Januar 1963 Robert E. Cook ablöste. Da er im Jahr 1964 nicht bestätigt wurde, konnte er bis zum 3. Januar 1965 nur eine weitere Legislaturperiode im US-Repräsentantenhaus absolvieren. In dieser Zeit begann der Vietnamkrieg. Zwischen 1965 und 1972 war er Partner der Firma Prescott, Merrill, Turben & Co, mit der er in der Investmentbranche tätig war. Er starb am 13. Dezember 1972 in Palm Beach und wurde in Cleveland beigesetzt.